# Tommy Kono
Tamio Kono, detto Tommy (Sacramento, 27 giugno 1930 – Honolulu, 24 aprile 2016), è stato un sollevatore statunitense.

## Biografia
Ha conquistato tre medaglie olimpiche in altrettante partecipazioni ai giochi.
Nel corso della sua carriera ha realizzato 22 record del mondo in varie categorie, di cui 10 nella prova di distensione lenta, 2 nella prova di strappo, 4 nella prova di slancio e 6 nel totale su tre prove.